# Калиптротека
Калиптротека (лат. Calyptrotheca) — род суккулентных растений семейства Дидиереевые (Didiereaceae).

## Описание
Род суккулентных кустарников с высокими, одревесневшими стеблями и гладкой мучнистой корой. У растений мясистые листья, которые чередуются на молодых побегах.
Цветки собраны в густые метельчатые соцветия, на цветоножках окружены маленькими чешуйчатыми прицветниками. Столбик имеет небольшое округлое вздутие у основания, рыльце простое. Плод представляет собой куполообразную кожистую капсулу. Семена от обратнояйцевидных до полушаровидных, обычно только одно (иногда два). Они черные, гладкие и блестящие.

## Распространение
Восточная Африка: Эфиопия, Кения, Сомали, Танзания.

## Таксономия
Calyptrotheca Gilg, первое описание в Bot. Jahrb. Syst. 24: 307 (1897).

### Виды
Подтвержденные виды по данным сайта Plants of the World Online на 2023 год:
- Calyptrotheca somalensis Gilg
- Calyptrotheca taitensis (Pax & Vatke) Brenan